# Punter

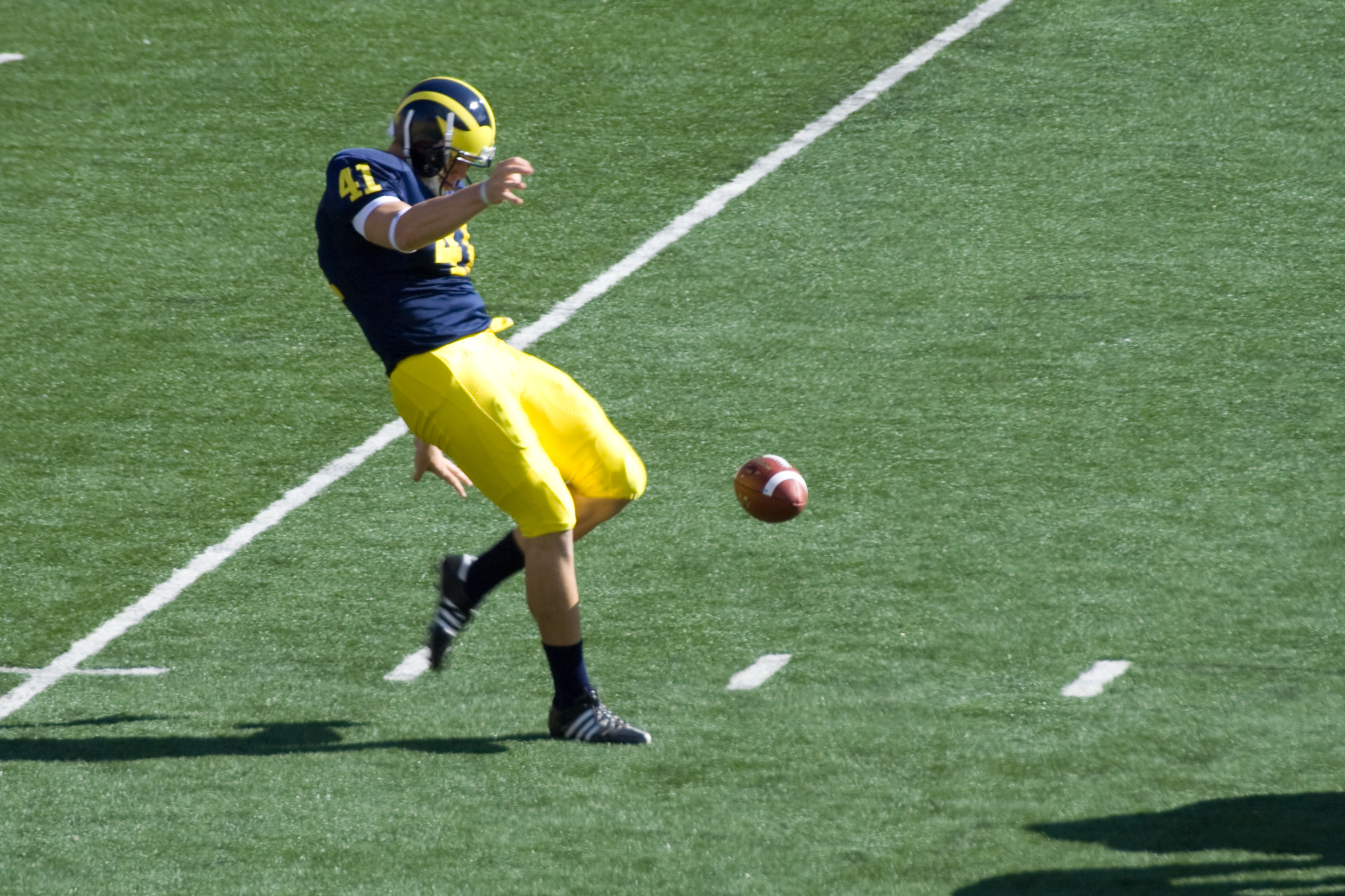
Punter Zoltan Mesko wykonujący kop

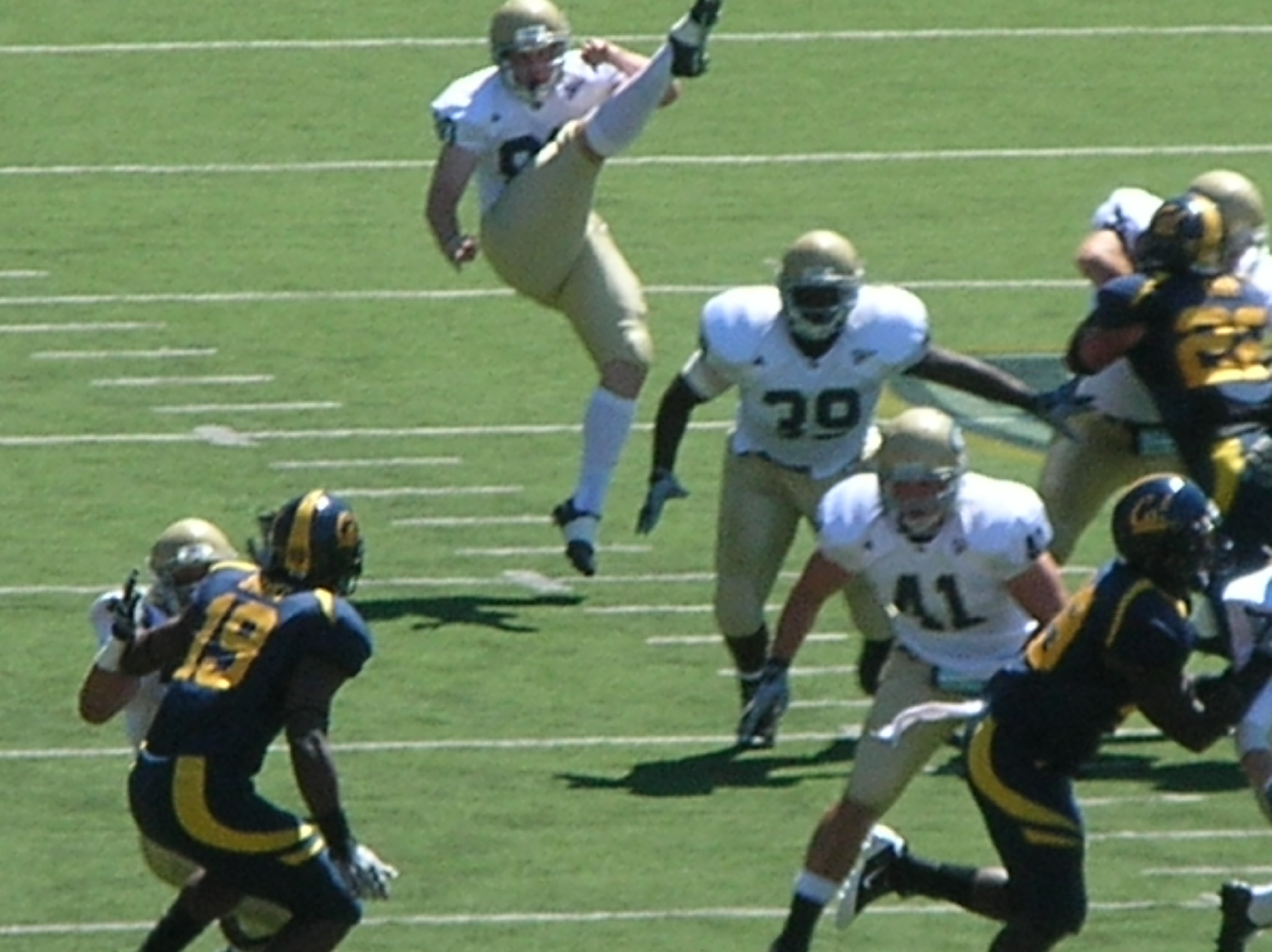
Punter (na dalszym planie) tuż po wykopnięciu piłki

Punter – zawodnik formacji specjalnej drużyny futbolu amerykańskiego i kanadyjskiego. Jego zadaniem jest jak najmocniejsze wykopnięcie piłki i oddalenie niebezpieczeństwa przejęcia jej przez rywali w pobliżu pola punktowego jego drużyny. Kopnięcie wykonuje się poprzez upuszczenie piłki trzymanej w rękach (dropkick). W przeciwieństwie do kopacza (placekicker) punter nie może zdobyć punktów wykopem.
Średnia notowana długość wykopu w NFL, mierzona od linii wznowienia gry, wynosi około 45 jardów. W rzeczywistości odległość, na którą punter posyła piłkę, jest dłuższa, gdyż podczas uderzenia stoi on zazwyczaj około 15 jardów za linią.
Punter otrzymuje snap bezpośrednio od środkowego z linii wznowienia gry a następnie wykopuje ją z powietrza w stronę pola punktowego drużyny przeciwnej.
Do najwybitniejszych punterów w historii NFL należą:
- Ray Guy (siedmiokrotny uczestnik meczu gwiazd NFL, wybrany do drużyny 75-lecia NFL),
- Shane Lechler (rekordzista NFL w średniej długości punta - 47,6 jardu, wybrany wielokrotnie do drużyny sezonu oraz meczu gwiazd),
- Reggie Roby (trzykrotny uczestnik meczu gwiazd, wielokrotnie wybierany do drużyny sezonu),
- Sammy Baugh (pięciokrotny zwycięzca klasyfikacji punterów, posiadacz trzeciej średniej w historii ligi - 45,1 jarda i najlepszej średniej w jednym sezonie - 51,4 jarda; obowiązki puntera łączył z grą na pozycji quarterbacka i defensive backa, wygrywając klasyfikację podań, puntów i przechwytów w jednym sezonie),
- Jeff Feagles (spędził 22 sezony w NFL, rekordzista w liczbie puntów - 1 713 i ich łącznej długości - 71 211 jardów).